# Olympische Sommerspiele 1964/Teilnehmer (Puerto Rico)
| Gelbes Symbol für Goldmedaillen mit stilisierten Olympischen Ringen | Graues Symbol für Silbermedaillen mit stilisierten Olympischen Ringen | Braundes Symbol für Bronzemedaillen mit stilisierten Olympischen Ringen |
| ------------------------------------------------------------------- | --------------------------------------------------------------------- | ----------------------------------------------------------------------- |
| —                                                                   | —                                                                     | —                                                                       |

Puerto Rico nahm an den Olympischen Sommerspielen 1964 in Tokio mit einer Delegation von 32 Athleten (30 Männer und 2 Frauen) in 29 Wettkämpfen in acht Sportarten teil. Ein Medaillengewinn gelang keinem der Athleten.

## Teilnehmer nach Sportarten

### Basketball
Männer
- 4. Platz
Alberto Zamot
Juan Vicéns
Bill McCadney
Tomás Gutiérrez
Ángel García
Jaime Frontera
Evelio Droz
Teo Cruz
Ángel Cancel
Juan Báez
Martin Ansa
Rubén Adorno

Trainer: Lou Rossini

### Boxen
- José Alonso Nieves
Federgewicht: in der 1. Runde ausgeschieden

### Gewichtheben
- Fernando Báez
Bantamgewicht: 13. Platz

- Pedro Serrano
Federgewicht: 12. Platz

- Víctor Ángel Pagán
Mittelgewicht: 9. Platz

- Fernando Torres
Halbschwergewicht: 15. Platz

### Leichtathletik
Männer
- Abraham Fornés
Marathon: 55. Platz

- Arnaldo Bristol
110 m Hürden: im Vorlauf ausgeschieden

- Heriberto Cruz
110 m Hürden: im Vorlauf ausgeschieden

- Rolando Cruz
Stabhochsprung: 21. Platz

- Samuel Cruz
Weitsprung: 30. Platz

- Ignacio Reinosa
Diskuswurf: 25. Platz

### Schießen
- Leon Lyon
Schnellfeuerpistole 25 m: 37. Platz

- Fred Guillermety
Freie Pistole 50 m: 42. Platz

- Jaime Loyola
Trap: 46. Platz

### Schwimmen
Männer
- Celestino Pérez
100 m Freistil: im Vorrunde ausgeschieden
400 m Freistil: im Vorrunde ausgeschieden
1500 m Freistil: im Vorrunde ausgeschieden
400 m Lagen: im Vorrunde ausgeschieden

- Elliot Chenaux
1500 m Freistil: im Vorrunde ausgeschieden
200 m Rücken: im Vorrunde ausgeschieden
200 m Brust: im Vorrunde ausgeschieden
400 m Lagen: im Vorrunde ausgeschieden

Frauen
- Ann Lallande
100 m Freistil: im Vorrunde ausgeschieden
400 m Freistil: im Vorrunde ausgeschieden
100 m Schmetterling: im Vorrunde ausgeschieden

- Margaret Harding
100 m Freistil: im Vorrunde ausgeschieden
100 m Rücken: im Vorrunde ausgeschieden
200 m Brust: im Vorrunde ausgeschieden
100 m Schmetterling: im Vorrunde ausgeschieden
400 m Lagen: im Vorrunde ausgeschieden

### Segeln
- Juan Torruella, Sr.
Finn-Dinghy: 31. Platz

### Wasserspringen
Männer
- Jerry Anderson
3 m Kunstspringen: 22. Platz
10 m Turmspringen: 27. Platz